# Krumbach (Bavière)
Pour les articles homonymes, voir Krumbach.
Krumbach est une ville d'Allemagne, située dans le Land de Bavière et dans la circonscription du district de Souabe. C'est avec 13 000 habitants la deuxième ville de l'arrondissement de Guntzbourg.

## Quartiers
- Krumbach
- Attenhausen
- Billenhausen
- Edenhausen
- Hirschfelden
- Hohenraunau
- Niederraunau

## Personnalités
- Ernst Buschor (1886-1961), archéologue
- Thomas Tuchel (1973-), entraineur de football